# Bulpitt
Bulpitt és una població dels Estats Units a l'estat d'Illinois. Segons el cens del 2000 tenia 206 habitants.

## Demografia
Segons el cens del 2000, Bulpitt tenia 206 habitants, 96 habitatges, i 60 famílies. La densitat de població era de 1.136,2 habitants/km².
Dels 96 habitatges en un 15,6% hi vivien nens de menys de 18 anys, en un 43,8% hi vivien parelles casades, en un 13,5% dones solteres, i en un 37,5% no eren unitats familiars. En el 35,4% dels habitatges hi vivien persones soles el 20,8% de les quals corresponia a persones de 65 anys o més que vivien soles. El nombre mitjà de persones vivint en cada habitatge era de 2,15 i el nombre mitjà de persones que vivien en cada família era de 2,7.
Per edats la població es repartia de la següent manera: un 19,9% tenia menys de 18 anys, un 6,3% entre 18 i 24, un 23,3% entre 25 i 44, un 23,8% de 45 a 60 i un 26,7% 65 anys o més.
L'edat mediana era de 46 anys. Per cada 100 dones de 18 o més anys hi havia 75,5 homes.
La renda mediana per habitatge era de 29.861 $ i la renda mediana per família de 35.000 $. Els homes tenien una renda mediana de 32.813 $ mentre que les dones 19.286 $. La renda per capita de la població era de 14.807 $. Aproximadament el 7,7% de les famílies i el 8,3% de la població estaven per davall del llindar de pobresa.

## Poblacions properes
El següent diagrama mostra les poblacions més properes.